# NK TOŠKテシャニ
NK TOŠKテシャニ（NK TOŠK Tešanj）は、ボスニア・ヘルツェゴビナのボスニア・ヘルツェゴビナ連邦ゼニツァ＝ドボイ県テシャニをホームタウンとするサッカークラブである。

## 歴史
1927年に創設された。TOŠKはテシャニスキ・オムラディンスキ・シュポルツキ・クルブ (Tešanjski omladinski športski klub) の頭文字である。1930年8月8日に最初の試合が行われ、プロレテル・テスリチに2-1で勝利した。
第二次世界大戦が始まると活動を停止し、戦後はスロボダ (Sloboda)、ボラツ (Borac)、ブラツヴォ (Bratsvo) などを経て、ウダルニク (Udarnik) に改称、ユニフォームにはペトクラカ（赤い星）が描かれていた。1949年にTOŠKの名前が復活した。
1959年、NKズヴィイェズダ・グラダチャツとの試合中にTOŠKの選手たちが審判に暴行を加え、ファンとズヴィイェズダ・グラダチャツの選手も巻き込んだ暴動が起こり、クラブは2年間、多くの選手は6か月から2年間の出場停止処分を科された。
1999年に当時の最上位リーグに昇格した。
クラブ創設90周年の2017年にドルガ・リーガFBiH・中央地域で優勝してプルヴァ・リーガFBiHに昇格した。

## 獲得タイトル
- ドルガ・リーガFBiH：1回
  - 2016-17

## 歴代所属選手
- アヴディア・ヴルシャイェヴィッチ 2003-2004